# Martin Vogt (Historiker)
Martin Vogt (* 30. Mai 1936 in Hannover; † 22. Juli 2019 in Darmstadt) war ein deutscher Historiker und Bibliothekar.
Martin Vogt war ein Urenkel des Historikers Konstantin Höhlbaum und Enkel von dessen Tochter Thekla, die mit dem Historiker Ernst Vogt verheiratet war. Er wuchs zusammen mit seiner Schwester, der Historikerin Amélie Thekla Kuhrt, in Bückeburg auf.
Martin Vogt studierte Geschichte an der Universität Göttingen und wurde 1962 bei dem Mittelalter- und Neuzeithistoriker Percy Ernst Schramm mit einer Arbeit über den deutschen Vormärz im Urteil der englischen Presse promoviert. Anschließend war er Assistent an der Universität Kiel bei Karl Dietrich Erdmann. Von dort ging er ans Bundesarchiv in Koblenz, an dem er Akten der Reichskanzlei der Weimarer Republik, u. a. über die Kanzlerjahre von Hermann Müller und Gustav Stresemann edierte. Danach war er Dozent an der TU Darmstadt, an der er sich 1980 mit einer ungedruckten Untersuchung über Rudolf Hilferding als Finanzminister im ersten Kabinett Stresemann habilitierte. 1982 wurde er Leiter der Bibliothek des Instituts für Europäische Geschichte in Mainz.
Vogts Forschungsschwerpunkte waren die Geschichte des Vormärz und der Weimarer Republik. Bekannt war er auch durch die Bearbeitung des von Peter Rassow 1953 erstmals vorgelegten einbändigen Überblickswerks zur Deutschen Geschichte.

## Schriften (Auswahl)
Monographien
- Das vormärzliche Deutschland im Urteil englischer Zeitungen, Zeitschriften und Bücher 1830–1847. Phil. Diss. Göttingen 1963.
- mit Peter Gödeke, Elmar Stuckmann: Kriege im Frieden. Westermann, Braunschweig 1983, ISBN 3-14-508888-2.
- Deutsche Geschichte. Begründet von Peter Rassow, Metzler, Stuttgart 1987, 4. Auflage, 1996.

Herausgeberschaften
- Die Entstehung des Youngplans. Dargestellt vom Reichsarchiv 1931–1933. Durchgesehen und eingeleitet (= Schriften des Bundesarchivs. Bd. 150). Boldt, Boppard 1970, ISBN 3-7646-1546-X.
- Akten der Reichskanzlei. Weimarer Republik. Das Kabinett Müller I. Das Kabinett Müller II. Boldt, Boppard 1971.
- mit Karl Dietrich Erdmann: Akten der Reichskanzlei. Weimarer Republik. Das Kabinett Stresemann I. Das Kabinett Stresemann II. Boldt, Boppard 1978.
- mit Tilman Koops: Das Rheinland in zwei Nachkriegszeiten 1919–1930 und 1945–1949. Ergebnisse einer Tagung des Bundesarchivs in der Universität Trier vom 12. bis 14. Oktober 1994. Bundesarchiv, Koblenz 1995.